# SV-51
SV-51（エスブイ ごじゅういち）は、2002年から2004年にかけて制作されたOVA『マクロス ゼロ』に登場する架空の兵器。「バルキリー」の通称で呼ばれる可変戦闘機（ヴァリアブル・ファイター=VF）のひとつで、ファイター（戦闘機）、バトロイド（人型ロボット）、両者の中間形態であるガウォークの3形態に変形する。
劇中では敵陣営である反統合同盟の機体として登場し、主人公が所属する地球統合軍と戦う。デザインモチーフは、実在の戦闘機であるSu-27 フランカー。
メカニックデザインは、原作と監督も務めている河森正治。

## 概要
「マクロスシリーズ」20周年記念作品である『マクロス ゼロ』において、主人公の工藤シンたちが搭乗する「VF-0 フェニックス」のライバル機としてデザインされた。
河森正治はSu-27を双発ジェット戦闘機の理想形と考え、それまでにも「VF-11 サンダーボルト」や「VF-19 エクスカリバー」をデザインしてきたが、「機首を長く、機体を細く」というテーマで最も満足できる機体としてこのSV-51を挙げている。ほかのVFと同様に、みずから製作したレゴブロックモデルで変形機構の検証を行っており、この試作品をレゴジャパンのイベントなどでも披露している。歴代VFの中で最も複雑な変形機構を持ち、河森はデザインに一年半を費やしたとその苦労を語っている。
ハセガワからはプラモデルが、やまとからは変形トイが発売されている。

## 機体解説
地上に落下した異星人の宇宙船、通称「ASS-1（のちのSDF-1 マクロス）」から得られたオーバーテクノロジーにより誕生したVFシリーズの中でも、初めて実戦投入されたのが反統合同盟陣営の機体、「SV-51」である。先んじられた統合軍は対抗機として「VF-0 フェニックス」を急遽実戦投入、統合戦争末期にこの両機による史上初のVF同士の戦闘が行われる。
この両機とも「VF-1 バルキリー」が登場する前段階の「先行量産機」であり、搭載予定だった次世代型エンジン熱核反応タービンエンジンが未完成のため、代用として従来型ジェットエンジンを限界までチューンして搭載している。SV-51は最初から実戦運用を見込んで設計されたため、テスト機を転用したVF-0よりも頑丈で高い信頼性を有している。
ファイター形態は、旧ロシア系戦闘機の流れを汲む曲線的な形状が特徴で、全長は歴代VFとしては最長の22.77メートルに達する。対照的に胴体の横幅は小さく、バトロイド形態も細身な体型となる。
形状的にパッシブ（受動的）なステルス性は皆無に近いが（そもそも、VF-0もSV-51も、大量の外部兵装を搭載するので、ステルス性が損なわれる）、アクティブステルスシステムの導入により、電子的手段を用いた欺瞞が可能である。当時の技術では艦や施設クラスの大型レーダーの欺瞞は困難だが、敵戦闘機や誘導ミサイルに対しては充分有効に機能する。
VF-0と比較してエンジン出力と搭載量に優れるが、機体が重いためVF-0よりも燃料消費が激しく、作戦行動時間も短い。また、各パーツの重量に対してアクチュエーターの出力が不足しており、わずかだが長い変形時間を要する。
直線翼に近い主翼の基部と中間部には可動ヒンジがあり、内翼と外翼を重ねて折り畳むことができる。バトロイド形態での収納目的以外にも、飛行時に本物の鳥のごとくフレキシブルに動かすことで翼幅や迎え角を自在に変更できる。主翼下には計6か所のハードポイントを持ち、通常は両翼端にマイクロミサイルランチャー兼増槽タンクを2基搭載する。
反統合同盟が奇襲攻撃などに使用する本機は、局地戦闘機として特徴的な機構を持つ。コクピット後方に2基のリフトファンジェットを備え、主機の推力偏向ノズルとの併用でファイター形態でのVTOL離着陸が可能である。このエンジンは、バトロイド形態での瞬発的な加速にも使用される。地上戦では隠密行動時に頭部カメラユニットをろくろ首のように伸ばし、周囲を索敵することができる。さらに、航続距離の短さを補いターゲット近傍から出撃できるよう、潜水艦搭載式に改良された機体もある。これらは母艦内（おもに運用されるのは改アクラ級潜水艦）に垂直に格納され、浅深度から圧搾空気で射出後ロケットモーターで浮上、海上に出ると同時にジェットエンジン飛行に移る。

### 統合戦争後
VF-1の就役後も、ザクセンやマゾフシェといった反統合同盟の勢力圏内ではSV-51の生産が継続されており、発展型の「SV-52」も開発されていた。小太刀右京による小説版『マクロスフロンティア』では、50年後の2059年において熱核反応エンジンに換装された機体が動態保存の状態で現存しているとされる。なお、当時の開発技術者たちの多くは再編された新統合軍やその取引先のメーカーに所属していたが、自分たちの技術が統合軍側よりも優れているという誇りから、やがて独自の機体の開発を行うようになる。その技術者たちこそが、ゼネラル・ギャラクシー社の開発チームの一つである「SV・ワークス」であり、SV-51の命脈は彼らが開発した「Sv-154 スヴァード」「Sv-262 ドラケンIII」へと受け継がれていく。

## バリエーション
2008年時点の総生産機数は推定32機。このほかに複座型6機が存在する。
SV-51α（アルファ）
一般兵士用。劇中に登場するものはサンドブラウン系の塗装が施されている。
SV-51γ（ガンマ）
エースパイロット用のスペシャルチューン機。マヤン島近海戦にてD.D.イワノフとノーラ・ポリャンスキー両名が搭乗する。イワノフ機の機体カラーは黒でコールサインはシュワルベ・アン（Schwalbe 1）、ノーラ機はワインレッドでコールサインはシュワルベ・ドゥー（Schwalbe 2）。シュワルベはドイツ語でツバメの意味。
SV-51Σ
『超時空要塞マクロス THE FIRST』に登場。試作型の無人戦闘機。コールコードは「ルドルフ」で衛星軌道上にて打ち捨てられた軌道ステーションの残骸にて隠されており作戦行動時に投下、なお下部には大型の反応弾が懸架されている。

## 追加・拡張装備
ツインブースター (SV-51 w/Twin Booster)
主翼中間の可動ヒンジ上に設置される2基の一撃離脱用ジェットブースター。マヤン島近海戦の最終決戦にて、イワノフ、ノーラ両名のγ型が使用。「鳥の人」への攻撃も想定し、主翼のハードポイントにマイクロミサイルランチャー兼増槽4基と、中型対艦ミサイル2基を装着するフル装備で出撃する。

## 商品化
ハセガワより2004年に1/72スケールでファイター形態固定のプラスチックモデルが発売されている。ノーラ機のほかに、イワノフ・量産機のコンパチブルキットが限定生産された。
やまとからは2007年に1/60スケールでイワノフ機、ノーラ機、量産機の完全変形の完成品トイが発売されている。開発には河森正治も関わっており、ヒンジを隠すための機構などを新たにデザインしている。

## 関連書籍
ヴァリアブルファイター・マスターファイル VF-0 フェニックス 始まりの不死鳥
SV-51のライバル機であるVF-0についての非公式設定本。本書ではSV-51についても触れられている。以下、本書のオリジナルバリエーション。
SV-51α/Ro
ルーマニアで生産されたSV-51α。「SV-51最後の空戦」にてキリス・ダクート大尉が搭乗したとされる機体。
SV-51Ω
反応エンジンの搭載を前提として設計された改良型。反応エンジンの搭載は間に合わなかったため、通常のジェットエンジンを搭載して実戦投入されている。ただし、SV-51αに搭載されたD-30F6Xではなく、アップデートされたD-30F7を搭載しており、機動性は向上している。アビオニクスも改良されている。SV-51を改造した試作型が12機作られ、統合軍のアフリカ拠点への反攻作戦に投入された。しかし、反応エンジン搭載型に改修されたVF-0S+、VF-0A+には敵わなかった。